# Юба (Вісконсин)
Юба (англ. Yuba) — селище (англ. village) в США, в окрузі Ричленд штату Вісконсин. Населення — 53 особи (2020).

## Географія
Юба розташована за координатами 43°32′11″ пн. ш. 90°25′36″ зх. д. / 43.53639° пн. ш. 90.42667° зх. д. (43.536455, -90.426772).  За даними Бюро перепису населення США в 2010 році селище мало площу 0,79 км², уся площа — суходіл.

## Демографія
Згідно з переписом 2010 року, у селищі мешкали 74 особи в 33 домогосподарствах у складі 22 родин. Густота населення становила 94 особи/км².  Було 41 помешкання (52/км²).
Расовий склад населення:
| - 100,0 % — білих |

До двох чи більше рас належало 0,0 %. Частка іспаномовних становила 0,0 % від усіх жителів.
За віковим діапазоном населення розподілялося таким чином: 21,6 % — особи молодші 18 років, 60,8 % — особи у віці 18—64 років, 17,6 % — особи у віці 65 років та старші. Медіана віку мешканця становила 40,5 року. На 100 осіб жіночої статі у селищі припадало 105,6 чоловіків;  на 100 жінок у віці від 18 років та старших — 123,1 чоловіків також старших 18 років.
Середній дохід на одне домашнє господарство  становив 49 026 доларів США (медіана — 40 893), а середній дохід на одну сім'ю — 65 974 долари (медіана — 68 125). За межею бідності перебувало 6,3 % осіб, у тому числі 0,0 % дітей у віці до 18 років та 0,0 % осіб у віці 65 років та старших.
Цивільне працевлаштоване населення становило 34 особи. Основні галузі зайнятості: виробництво — 20,6 %, мистецтво, розваги та відпочинок — 14,7 %, будівництво — 11,8 %.